# أكبا
أكبا «الإسكندرية للإضافات البترولية» أو (بالإنجليزية: ACPA - Alexandria Company For Petroleum Additives)‏ هي إحدى شركات قطاع البترول المصري. والتي تأسست وفقا لأحكام قانون ضمانات وحوافز الإستثمار رقم 8 لسنة 1997 كشركة مساهمة مصرية برأس مال مستثمر قدره 360 مليون جنيه ورأس مال مدفوع قدره 175 مليون جنيه ورأس مال مصرح به قدره 500 مليون جنيه .

## نشاط الشركة
تقدم الشركة مجموعة من المنتجات والخدمات لقطاع البترول والغاز والتي تشمل الإضافات والكيماويات البترولية اللازمة إما لتحسين كفاءة البترول ومواد التشحيم أو تحسين استخدامهما في عمليات إنتاج ونقل وتكرير البترول .
تلتزم الشركة بإنتاج مواد متوافقة مع المواصفات الدولية جنبا إلى جنب مع توافرها محليا بأسعار منافسة، وبالتالي تساهم الشركة في نمو الاقتصاد الوطني من خلال تلك المنافسة في السوق المحلية مع المنتجات المستوردة

## المساهمين
يساهم في رأسمال الشركة كل من:-
- الإسكندرية للبترول
- البنك الأهلي المصري
- بنك قطر الوطني الأهلي
- بنك مصر
- مصر للتأمين
- مصر للتأمين على الحياة
- قناة السويس للتأمين
- السعودية المصرية للإستثمارات الصناعية